# Anep-Aneta

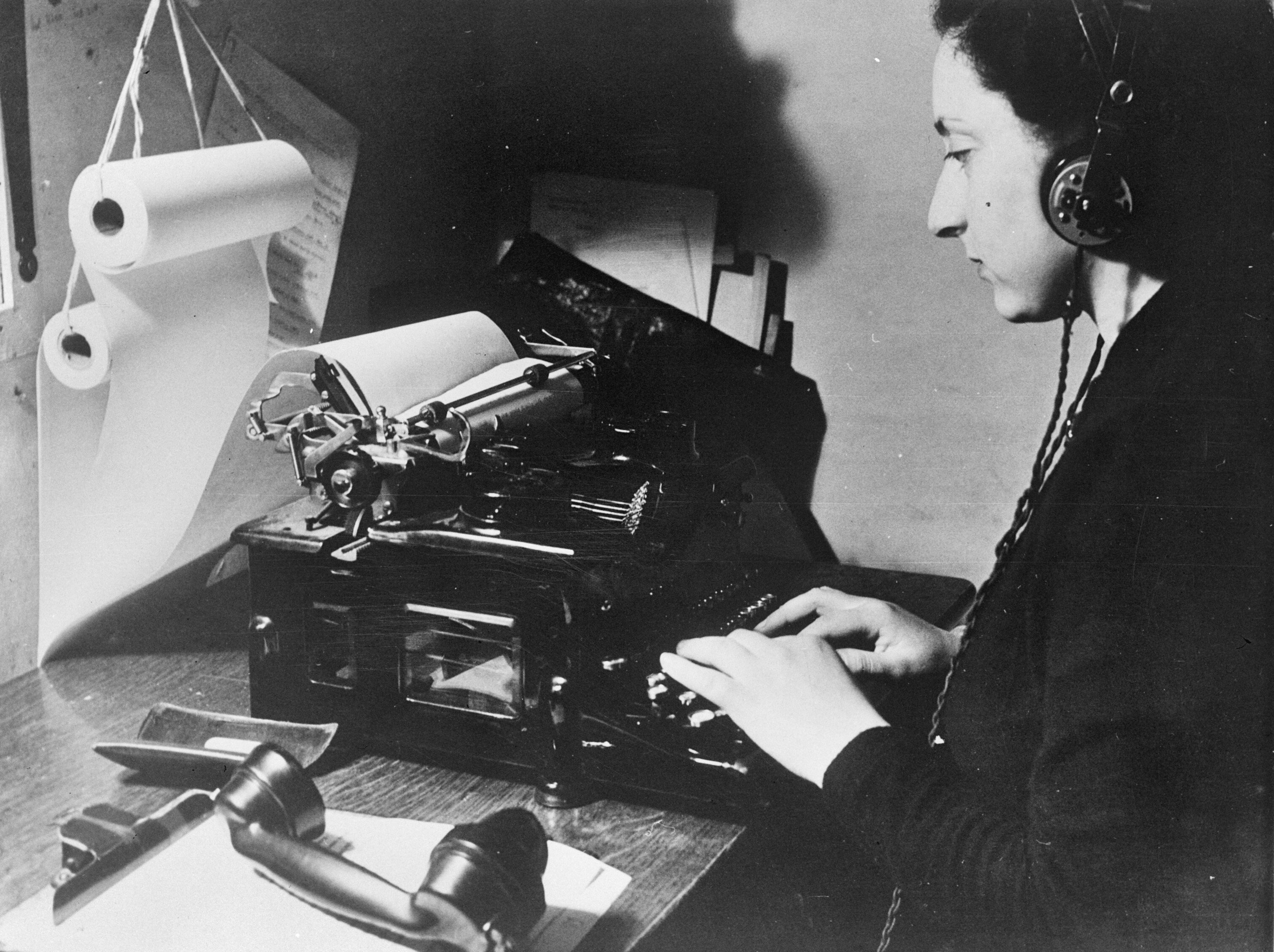
Redactie in 1942

Anep-Aneta was gedurende de Tweede Wereldoorlog een Nederlands persagentschap dat opereerde vanuit Londen. Het agentschap was opgezet door Adriaan Pelt, hoofd van de Regeringspersdienst, later Regeringsvoorlichtingsdienst, als vrije tegenhanger van het Algemeen Nederlands Persbureau (ANP) dat in Nederland actief bleef onder Duits toezicht.
Het persagentschap begon met haar werkzaamheden één week na de bezetting van Nederland. Het agentschap had kantoren in het gebouw van het Engelse ministerie van Informatie, bij Reuters Londen, in Willemstad (Curaçao), Paramaribo (Suriname) en in Lissabon.